# Saint-Christaud (Alta Garona)
Saint-Christaud é uma comuna francesa na região administrativa de Occitânia, no departamento de Alta Garona. Estende-se por uma área de 10,87 km². Em 2010 a comuna tinha 245 habitantes (densidade: 22,5 hab./km²).